# السجل الاحتياطي الفيدرالي

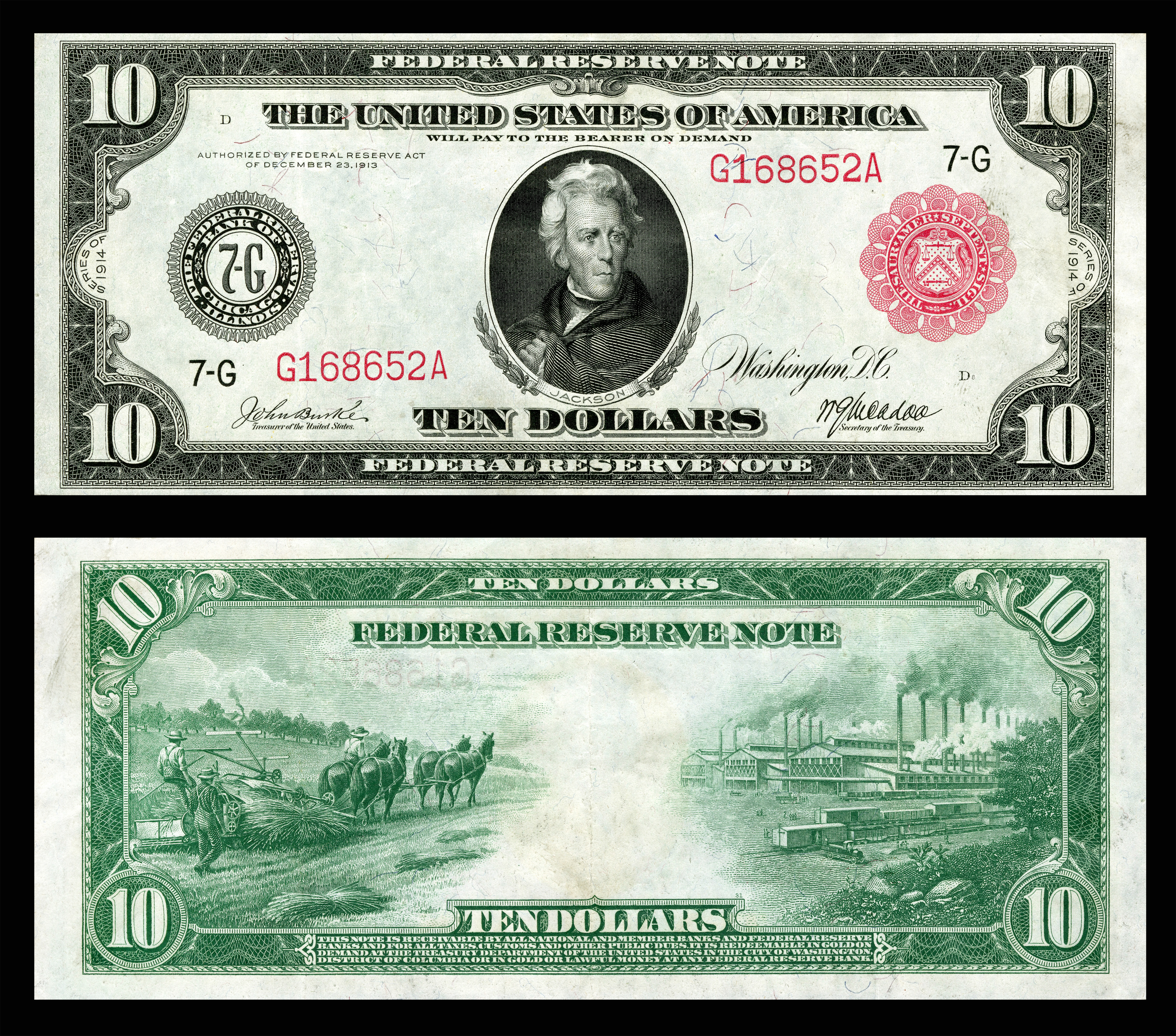
عُملة بقيمة $10 عام 1914 في شيكاغو

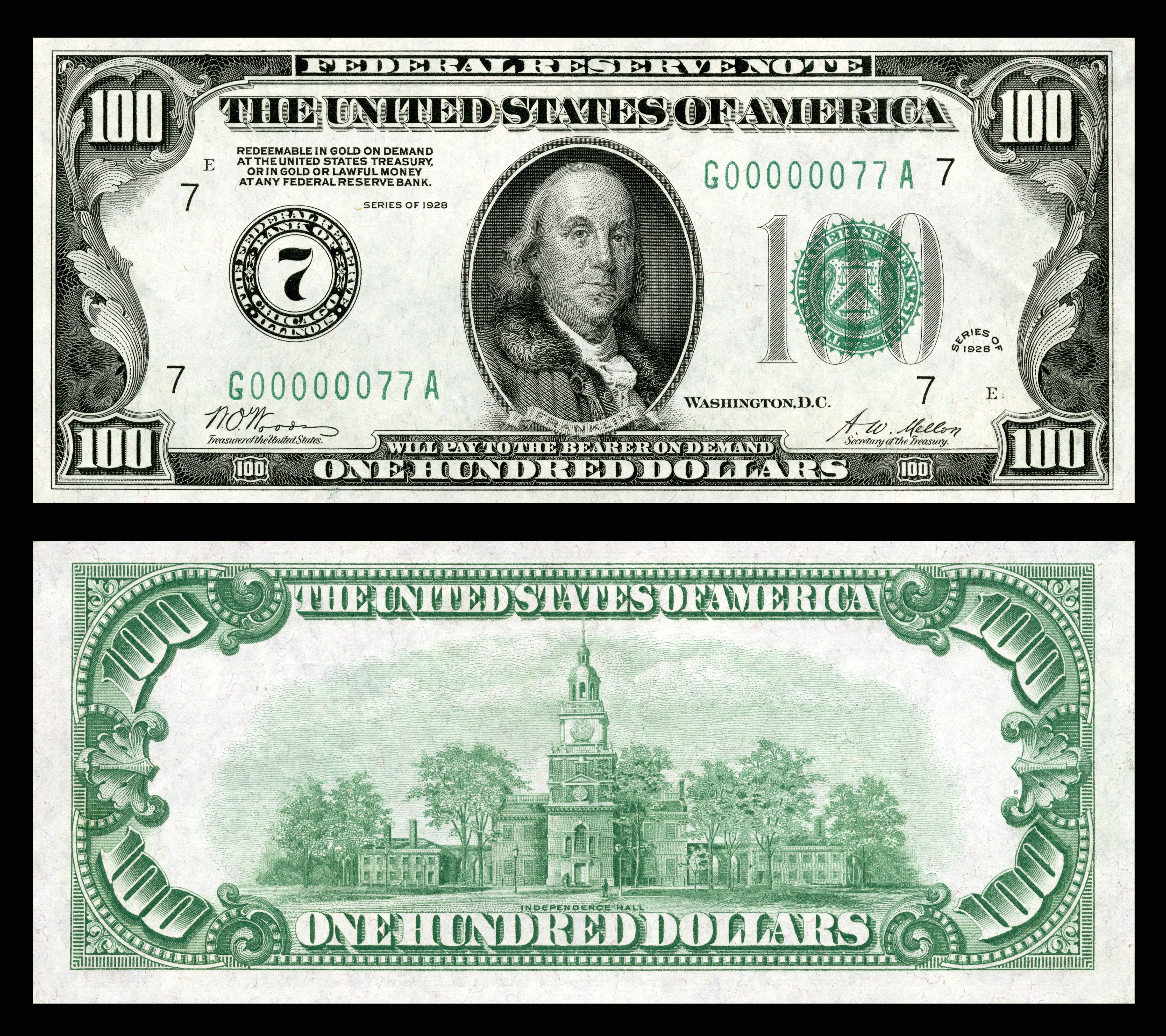
عُملة بقيمة $10 عام 1928 في شيكاغو

السجل الاحتياطي الفيدرالي (بالانجليزية : Federal Reserve Note) أسماء أخرى «المذكرات الاحتياطية الفيدرالية» وكذلك «الأوراق النقدية للولايات المتحدة»
هي الأوراق النقدية المستخدمة حاليا في الولايات المتحدة الأمريكية والاحتياطي الفيدرالي هو النوع الوحيد من الأوراق النقدية الأمريكية المنتجة حاليًا 

## النشأة
تم إنشاء نظام للبنوك الوطنية الأمريكية بموجب قانون البنوك الوطنية لعام 1863. كانت المذكرات المطبوعة الأولى هي السلسلة 1914.
توضيح توجد وكالة فيدرالية أخرى تحمل اسم مشابه ويجب عدم الخلط بين «السجل الاحتياطي الفيدرالي» و«سجل البنك الاحتياطي الفيدرالي»